# Nathan Doyle
Nathan Luke Robert Doyle (Derby, 1987. január 12.) angol labdarúgó, jelenleg a Bradford City AFC-ben játszik. Hátvédként és középpályásként is bevethető.

## Pályafutása

### Derby County FC
Doyle a Derby County ifiakadémiáján kezdett futballozni. 2003. november 1-jén, 16 évesen, egy Preston North End elleni bajnokin debütált a felnőttek között. Csapata 3-0-ra kikapott. 2006 februárjában kölcsönvette a Notts County, ahol egy Lincoln City elleni találkozón mutatkozott be. Májusban tért vissza a Derbyhoz, majd nem sokkal később a Bradford Cityhez került.

### Hull City AFC
2007. január 31-én 100 ezer fontért leigazolta a Hull City. A 2006/07-es szezon utolsó napján játszott először a csapatban, a Plymouth Argyle ellen. 2008. május 14-én, a Watford ellen szerezte első gólját, a Championship rájátszásában.
A Hull feljutott a Premier League-be, ahol Doyle 2008. december 26-án, a Manchester City ellen játszott először. 2009. szeptember 18-án kölcsönben a Barnsleyhez került, ahol 11 mérkőzésen lépett pályára.

## Külső hivatkozások
- Nathan Doyle pályafutásának statisztikái a Soccerbase oldalon (angolul)

- Doyle adatlapja a Bradford City AFC honlapján

## Fordítás
- Ez a szócikk részben vagy egészben  a   Nathan Doyle című angol Wikipédia-szócikk fordításán alapul.  Az eredeti cikk szerkesztőit annak laptörténete sorolja fel. Ez a jelzés csupán a megfogalmazás eredetét és a szerzői jogokat jelzi, nem szolgál a cikkben szereplő információk forrásmegjelöléseként.